# خوسيه فالكون
خوسيه فالكون (بالبرتغالية: José Falcão‏) هو مصارع ثيران برتغالي، ولد في 30 أغسطس 1944 في فيلا فرانكا دي إكسيرا في البرتغال، وتوفي في 11 أغسطس 1974 في برشلونة في إسبانيا بسبب هجمات الحيوانات.

## وصلات خارجية
- خوسيه فالكون على موقع IMDb (الإنجليزية)